# 于伯林根湖
47°47′N 9°6′E / 47.783°N 9.100°E
于伯林根湖（德語：Überlinger See，意即为“于伯林根之湖”）是德國的湖泊，位於該國西南部，由巴登-符騰堡州負責管轄，長20.7公里、寬4.1公里，面積61平方公里，海拔高度395米，最大水深147米。